# HD 20868 b
HD 20868 b (Baiduri) – planeta pozasłoneczna typu gazowy olbrzym położona w gwiazdozbiorze Pieca, orbitująca wokół gwiazdy HD 20868, odkryta w 2008 w ramach programu HARPS.

## Nazwa
Planeta ma nazwę własną Baiduri, co oznacza opal w języku malajskim. Nazwa została wyłoniona w konkursie zorganizowanym w 2019 roku przez Międzynarodową Unię Astronomiczną w ramach stulecia istnienia organizacji. Uczestnicy z Malezji mogli wybrać nazwę dla tej planety. Spośród nadesłanych propozycji zwyciężyła nazwa Baiduri dla planety i Intan dla gwiazdy.